# Juan Bravo del Ribero y Correa
Juan Bravo del Ribero y Correa Padilla (Lima, 1685 - Arequipa, 1752) fue un sacerdote, funcionario y obispo criollo-peruano, que se desempeñó como Obispo de Santiago de Chile y de Arequipa.

## Biografía
Hijo de Juan Bravo del Ribero y Cabrera y María Antonia de Correa Acosta y Padilla. 
Hizo sus estudios en el Colegio Real de San Martín (30 de abril de 1696) y optó al grado de Doctor en Leyes y Cánones en la Universidad de San Marcos.
Nombrado oidor de la Real Audiencia de Charcas (1709), ejerció el cargo durante 15 años. 
Fue ordenado sacerdote e incorporado al Cabildo Metropolitano de Chuquisaca, en calidad de maestrescuela (1724), y luego promovido a la tesorería (1734).
Preconizado al obispado de Santiago de Chile (28 de marzo de 1735), recibió las bulas respectivas el 7 de mayo de 1736, fue consagrado en Chuquisaca por el obispo Alonso del Pozo y Silva y tomó posesión de su sede el 5 de abril de 1736.
Trasladado a la diócesis de Arequipa (19 de septiembre de 1742), fue recibido por su cabildo el 13 de noviembre de 1743. 
Al hacer su visita pastoral, acostumbraba hacerse preceder por servidores que llevaban ropas y objetos piadosos que luego distribuía entre los necesitados y los fieles de los pueblos visitados; y durante su gobierno hizo objeto de alguna demostración de munificencia a las iglesias y conventos de la diócesis. En particular, alargó el frente de la Catedral, donó sus joyas para enriquecer la custodia, y la dotó con tres retablos nuevos y frontales de plata.
Atendió al término del monasterio e iglesia de Santa Rosa; hizo refaccionar el Convento de Santa Catalina y el Seminario de San Jerónimo. Murió, con fama de santidad, el 22 de mayo de 1752. Fue enterrado en el Convento de Santa Rosa de la ciudad blanca.